# Federazione pallavolistica dell'Irlanda
La Federazione irlandese di pallavolo (eng. Volleyball Association of Ireland, VAI) è un'organizzazione fondata per governare la pratica della pallavolo in Irlanda.
Organizza il campionato maschile e femminile, e pone sotto la propria egida la nazionale maschile e femminile.
Ha aderito alla FIVB nel 1982.